# Labyrinthodontia
A Labyrinthodontia a kétéltűszerű osztályának (Amphibia) egyik és egyben legősibb alosztálya. Az ide sorolt ősi kétéltűek jelentenek kapcsolatot, átmenetet a halak és a négylábúak (Tetrapoda) között. Törzsfejlődéstani (filogenetikai) jelentőségük igen nagy, hisz ők az első gerinces állatok (Vertebrata), akik a szárazföldre léptek. Azonban még nem tekinthetők valódi szárazföldi állatoknak, hisz életük nagy részét a vízben töltötték, és a szaporodásuk is a vízhez kötött volt. Kialakulásuk a felső devon korszakban történt, és a középidő (mezozoikum) elején, a triászban haltak ki véglegesen az alosztály képviselői. Földtörténeti jelentőségük messze nem akkora, mint a hüllőké (Reptilia, Sauropsida), vagy az emlősöké (Mammalia), de a kétéltűek valaha élt legnagyobb alakjai voltak (például a Mastodonsaurus testmérete elérte a 4 métert).

## Törzsfejlődésük
A Lambyrinthodontiák a bojtosúszósok alosztályától (Crossopterygii) származtathatók, valószínűleg a földtörténeti óidő (paleozoikum) felső devon szakában alakulhattak ki, és egészen a triász kor végéig fennmaradtak. Virágkoruk szakaszos volt, egy-egy fellendülést hirtelen hanyatlás követett, majd újbóli virágzás. Első, és egyben legnagyobb virágkoruk a felső karbonban volt, amikor hatalmas egyedszámban éltek a haraszterdők mocsaraiban. Nagy egyedszámmal szerepelnek még az alsó permi, alsó- és felső triászi rétegekben is. Kihalásuk több okra is visszavezethető. Egyrészt jelentős éghajlatváltozás történt a középidőben; a klíma mindjobban szárazzá vált. Másrészt kiszorították őket a gyors fejlődésnek indult Reptilia alosztályok (Archosauria, Lepidosauria stb.).

## Rendszerezésük
Az alosztályba jelenleg 3 rendet sorolunk. A rendeknek nem sok közös anatómiai bélyege van, főképp a csontvázrendszerük felépítését ismerjük. Testüket valószínűleg vastag pikkelyes bőr fedhette, hallásuk, látásuk kezdetleges volt, az állkapcsukban kúpos ránőtt fogak ültek. A szárazföldi alakok mellkasának felépítéséből a mai csupasz kétéltűeknél (Lissamphibia: szalamandrák, gőték, békák, lábatlan Amphibiák) fejlettebb tüdőszerkezetre lehet következtetni.

### Ichtyostegaliarend
A legősibb Labyrinthodontiák az Ichtyostegalia rendbe tartoznak. Ide sorolható az Ichtyostega, amely a sokat keresett hiányzó láncszem a négylábú gerincesek és a csontoshalak (Osteichtyes) között. Még sok sajátossága emlékeztet a bojtosúszós halakra. A mintegy 1 méter hosszú kétéltűnek csontos úszósugarakkal merevített heterocerk farokúszója volt, akárcsak a halaknak. A kopoltyúfedő apró bőrcsontjai is megmaradtak. Az agykoponya még két részből állt. A koponya hátsó és felső részén a csontban érzékelőcsatorna húzódott, és az alsó nyakszirtcsonti részen tágas üreg volt a gerinchúr befogadására. A fogak dentinje labirintusszerűen meggyűrődött (ez jellemző az alosztály többi rendjére is, innen nevük: Labyrinthodontia = „labirintusfogúak”). Ezzel szemben határozottan kétéltű jellegű volt a vállöv és a medenceöv fejlettsége, a törzshöz közel eső végtagcsontok vízszintes helyzete, az alkar- és lábszárcsontok merőleges elrendeződése. Az ötujjúság a négylábúak ősi bélyege, amely már az Ichtystegán megfigyelhető. A halakhoz képest vékonyodnak a koponyacsontok, és csökken számuk is. Már megfigyelhető a koponyán két kezdetleges fülbemetszés is, melyet dobhártyaszerű képződmény zárt le. A halakra jellemző oldalvonalszerv és az erőteljes farokúszó alapján feltételezhető, hogy az Ichtyostega vízben élő állat volt, és apró halakra vadászhatott. Ha viszont egy tócsa, mocsárrész kiszáradt, képes volt átvándorolni más vízterületekre, így szelekciós előnyhöz jutott haltársaival szemben.

### Temnospondylirend
Az alosztály legfajgazdagabb rendje, az óidő és középidő leggyakoribb kétéltűi voltak. Közös csonttani bélyegük, hogy a csigolyák elülső, hasi irányba lévő eleme csontosodott el. Koponyájuk fokozatosan ellapuló, felülnézetben háromszög alakú volt, mély érzékelő árkokkal (nem csatornákkal, mint az Ichtyostegaliáknak). Fülbemetszéseik fejletlenek voltak, vagy teljesen hiányoztak. A mellső végtagon általában 4, a hátsón pedig 5 ujj volt. Ide sorolhatók a legnagyobb kétéltű fajok, egyesek koponyája elérte a 130 cm-t is. Hatalmas méretük, de gyengén fejlett végtagrendszerük miatt az ide sorolt állatok általában mind a vízben éltek, csak rövid időre merészkedtek ki a szárazföldre. Ismeretesek egész életükben kopoltyúkkal lélegző alakok is.
Törzsfejlődésük igen érdekes. Első alakjaik az alsó karbonban alakultak ki, ezek nagy része édesvízi volt, de egyes csoportjaik már ekkor áttértek a szárazföldi életre. Ezek tüdeje jóval fejlettebb lehetett, mint a mai alakoké (Lissamphibia alosztály). A közben kialakult ősi hüllőrendek fokozatosan szorították őket vissza, így a másodlagosan újra vízi életmódhoz alkalmazkodott csoportok fejlődésnek indultak (felső perm–alsó-trász). Ekkor alakultak ki legnagyobb képviselőik. Említésre méltó a hatalmas termetű Mastodonsaurus (minden idők legnagyobb termetű kétéltűje), a Cyclotosaurus, a Chelyderpeton. A triász korban egyes alakoknak sikerült behatolnia a tengerbe, amely amúgy mindig is zárva maradt az Amphibiák előtt. Véglegesen az alsó jurában pusztultak ki.
Alakgazdagságukat mi sem bizonyítja jobban, hogy a tudományos rendszertan 2 alrendjükbe (Rhachitomi, Stereospondyli) 9 főcsaládot, ezekbe 35 családot sorol.

### AnthrocosauriavagyAmphibiosauriarend
A kétéltűek törzsfejlődéstanilag legjelentősebb, ám kevésbé alakgazdag rendje. Tőlük származtatjuk az ősi hüllőket, így az összes fejlettebb gerincest. Csonttani bélyegeik nem térnek el jelentősen az előbbi két rendtől. Nagyrészük megnyúlt testű, hosszú farkú, rövid és csökevényes végtagú, ötujjú, vízben élő állat volt. Csigolyafelépítésük és a végtagokon az ujjpercek száma a hüllőkével egyezett. A lárvák viszont még átalakulással fejlődtek, kopoltyúval lélegeztek, a felnőtt állatnak pedig oldalvonala volt. A karbonban és a permben éltek, a korabeli faunában csekély jelentőségűek voltak.